# ادی اسخورر
ادی اسخورر (هلندی: Eddy Schurer؛ زادهٔ ۱۲ سپتامبر ۱۹۶۴) دوچرخه‌سوار اهل هلند است.